# Nó de trança

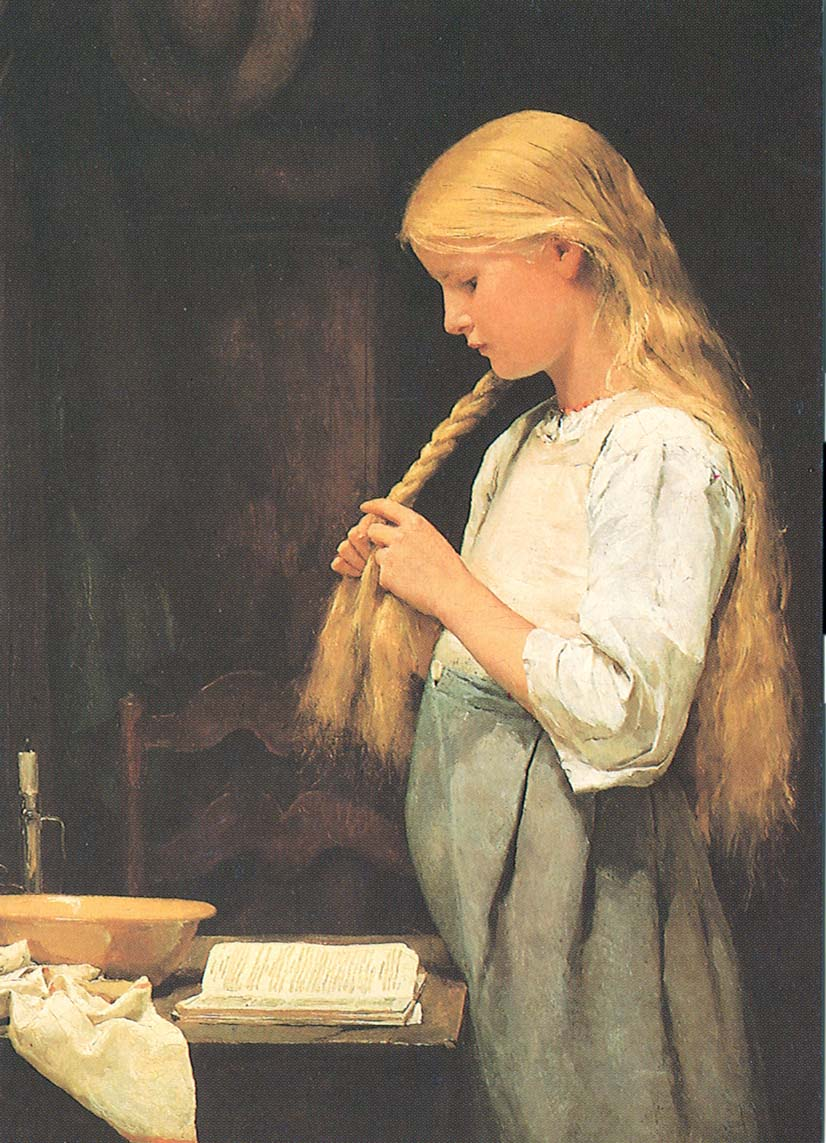
Mädchen, die Haare flechtend (1887), por Albert Anker.

A trança é mais precisamente um nó no cabelo, com o objetivo de enfeitá-lo.
A trança também pode ter o objetivo de prender o cabelo com beleza para executar atividades físicas específicas como, praticar esportes, trabalhar, ou até mesmo como prática para habilidade manual.
Tranças são tão bonitas que geralmente são escolhidas como penteados em festas e eventos. Para as pessoas que possuem cabelos longos, penteados com tranças podem ser uma ótima opção.
Além disso, a trança pode ser uma opção para impedir a proliferação de piolhos, uma vez que o o cabelo estará firme e preso, dificultando assim o acesso desse tipo de praga.